# Lama dei Peligni
Lama dei Peligni est une commune de la province de Chieti dans les Abruzzes en Italie.

## Administration
| Période                                  | Période  | Identité         | Étiquette       | Qualité |
| ---------------------------------------- | -------- | ---------------- | --------------- | ------- |
| 30 mai 2006                              | En cours | Antonino Amorosi | Centro-Sinistra |         |
| Les données manquantes sont à compléter. |          |                  |                 |         |

### Hameaux
Corpi Santi, Fonti Rossi, Vaccarda, Piani Marini

### Communes limitrophes
Civitella Messer Raimondo, Colledimacine, Fara San Martino, Gessopalena, Pacentro (AQ), Taranta Peligna, Torricella Peligna